# Gunnar Lindvall
Erik Vilhelm Gunnar Lindvall, född 15 september 1896 i Stockholm, död 1960 i Stockholm, var en svensk tecknare och illustratör.
Han var son till läroverksadjunkten Wilhelm Lindvall och Stina Andersson och från 1924 gift med gymnastikdirektören Doris Forsgren. Efter studentexamen 1914 bedrev Lindvall självstudier inom konsten och 1917 studerade han vid Althins målarskola för att lära sig lite mer om det tekniska arbetet. Därefter arbetade han som journalist vid Svenska Dagbladet men övergick snart till att arbeta med tidningens illustrationer. Han blev anställd som ordinarie tecknare 1924. Vid sidan av sitt arbete som tidningstecknare illustrerade han ett flertal böcker där hans första större arbete var illustreringen av Fredrik Bööks Resa i Sverige. Från Smygehuk till Pajala 1924 som även trycktes som en följetong i Svenska Dagbladet. Hans konst består av porträtt och landskap samt ett stort antal illustrationer och reklamteckningar. 